# Śrinagar
Śrinagar (hindi श्रीनगर, trb.: Śrinagar, trl.: Śrīnagar; urdu: سرینگر; kaszmirski: سِرېنَگَر; ang. Srinagar) – miasto w Indiach, położone nad jeziorem Dal. Letnia stolica terytorium związkowego Dżammu i Kaszmir. W 2011 Śrinagar zamieszkiwało 1,2 miliona mieszkańców.

## Pochodzenie nazwy
Obecna nazwa Śrinagar (sanskryt: śrī "bogactwo, dostatek; bogini Lakszmi" i nagar "miasto") jest reinterpretacją etymologiczną lokalnej nazwy Srīnagar, wywodzącej się, poprzez średnioindyjskie Sirinagar, z sanskryckiego Sūrya-nagar, "miasto (boga) słońca".

## Geografia

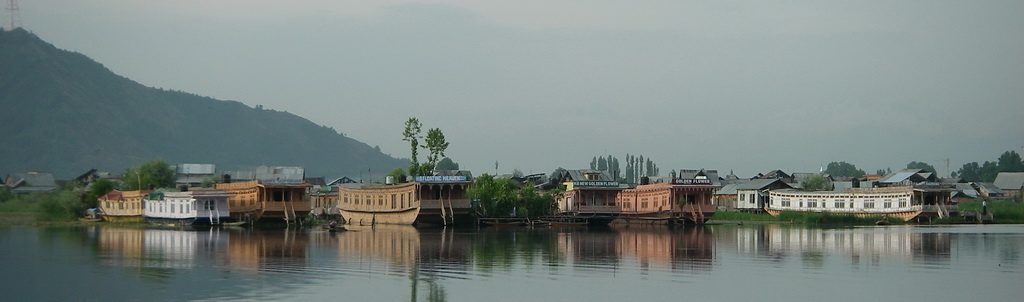
Łodzie mieszkalne w Śrinagarze

Śrinagar leży w Dolinie Kaszmirskiej, na wysokości około 1700 m n.p.m. Klimat miasta charakteryzują łagodne lata i zimne, śnieżne zimy. Łagodny, nieco przypominający europejski klimat decydował o popularności Śrinagaru wśród rządzących Indiami Brytyjczyków.

## Historia

### Do 1947 roku
Historia Śrinagaru sięga III wieku p.n.e., kiedy Śrinagar należał do imperium Aśoki. Śrinagar przejściowo znajdował się pod kontrolą koczowników z Azji Środkowej (Heftalici), jednak do XIV wieku zachował hinduistyczny i buddyjski charakter. Dopiero w XV–XVI wieku większość ludności Kaszmiru i Śrinagaru zaczęła wyznawać islam. Na początku XIX wieku Śrinagar trafił pod panowanie Sikhów. W połowie XIX wieku zostali oni pokonani przez Brytyjczyków i wówczas zdecydowano, że Kaszmir nie zostanie wcielony formalnie do Indii, ale będzie odrębnym, formalnie niezależnym księstwem z hinduistycznymi władcami. Taki też był status Śrinagaru do końca rządów Brytyjczyków w Indiach.

### Po 1947 roku
Historia Śrinagaru po uzyskaniu przez Indie niepodległości jest nierozerwalnie związana z historią konfliktu indyjsko–pakistańskiego o Kaszmir.
Uzyskanie przez Indie niepodległości w 1947 roku spowodowało narastanie konfliktów w Kaszmirze. W momencie wycofania się Brytyjczyków z Indii większość ludności Kaszmiru, w tym również Śrinagaru stanowili muzułmanie. Sprawę komplikował również status prawny Kaszmiru, który formalnie był niepodległym księstwem. W rezultacie decyzja o przynależności regionu, w tym również oczywiście Śrinagaru, do Indii bądź Pakistanu należała do maharadży Hari Singha. W momencie podjęcia działań zbrojnych przez Pakistańczyków Hari Singh zdecydował się wystąpić do Indii o interwencję zbrojną, a następnie wyraził zgodę na przyłączenie Kaszmiru do Indii. Stało się to bezpośrednią przyczyną wojny indyjsko-pakistańskiej w latach 1947–1948. Druga wojna indyjsko-pakistańska o Kaszmir miała miejsce w 1965 roku. Kaszmir był również obiektem interwencji chińskiej w 1962 roku.
Obecnie Śrinagar jest administrowany przez Indie. Nie oznacza to jednak, że Pakistan nie występuje z roszczeniami o miasto (i cały Kaszmir). Śrinagar jest obiektem częstych zamachów bombowych.

## Języki
Podstawowymi językami używanymi w Śrinagarze są:
- urdu
- kaszmirski
- hindi
- angielski

## Turystyka

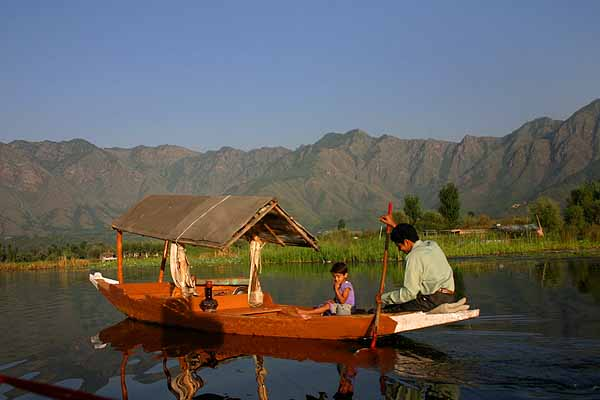
Łódź na jeziorze Dal

Potencjalnie przemysł turystyczny powinien stanowić jedną z najważniejszych gałęzi gospodarki Śrinagaru. Miasto ma do zaoferowania atrakcje, w tym jezioro Dal z łodziami mieszkalnymi. Śrinagar jest również punktem wyjścia do wypraw w Himalaje, w tym Doliny Kaszmirskiej. W Śrinagarze zaczyna się wiodąca wzdłuż Indusu droga do Leh.
Jednak poważną przeszkodą dla rozwoju turystyki w Śrinagarze jest trwający konflikt i nieustające zagrożenie zamachami terrorystycznymi.
Jedną z atrakcji miasta jest rzekomy grób Jezusa Chrystusa. Zgodnie z wiarą islamskiej sekty Ahmadijja nie zginął na krzyżu. Wyruszył jednak na wschód, by nauczać zaginione plemiona Izraela. Miejsce spoczynku jego szczątków jest właśnie w Śrinagarze.